# Gálffy Lola
Gálffy Lola (Kántor Andorné) (Nagyenyed, 1902. május 26. – Szentendre, 1980. június 13.) magyar festő, pedagógus.

## Élete
A nagyenyedi Bethlen Gábor Kollégiumban érettségizett. 1920-ban költözött szüleivel Budapestre. 1921–1928 között Réti István tanítványa volt a Magyar Képzőművészeti Főiskolán, ahol 1924-ben lett rajztanár, majd továbbképzős hallgató volt. 1927–1963 között több iskolában is oktatott; 1950–1963 között a Képző- és Iparművészeti Szakgimnázium és Kollégium művésztanára volt. 1937 után a szentendrei Régi Művésztelepen dolgozott férjével. 1937–1980 között a Szentendrei Festők Társaságának tagja volt.
Az 1950-es évek második felétől a szentendrei, nagymarosi, tihanyi tájak jelentek meg képein.

## Magánélete
1937. november 11-én Budapesten házasságot kötött Kántor Andor (1901–1990) festővel.

## Művei
- Szentendrei kert (1942)
- Szentendrei részlet (1950)
- Enteriör karosszékkel (1959)
- Falusi templom (1975)

## Kiállításai

### Egyéni
- 1959, 1968 Budapest
- 1976 Miskolc
- 1982 Szentendrei Képtár
- 1986 Szolnok

## Díjai
- a Munka Érdemrend arany fokozata (1972)
- Magyar Képzőművészeti Főiskola aranydiploma (1974)